# Arteixo
Arteixo és un municipi de la província de la Corunya, a Galícia. Pertany a la comarca de la Corunya. Limita al nord amb l'oceà Atlàntic, al nord-est amb la Corunya, a l'est amb Culleredo, al sud amb A Laracha i a l'oest amb Carballo.
El municipi és conegut per tenir la seu de la multinacional Inditex, primer grup tèxtil mundial, i la seva marca més important, Zara. A més, a la punta Langosteira s'hi troba el nou port exterior de la Corunya.
| 9.629 | 9.905 | 10.471 | 15.448 | 25.819 |
| Fonts: INE i IGE (Els criteris de registre censal variaren i les dades de l'INE i de l'IGE poden no coincidir.) |       |        |        |        |

## Parròquies

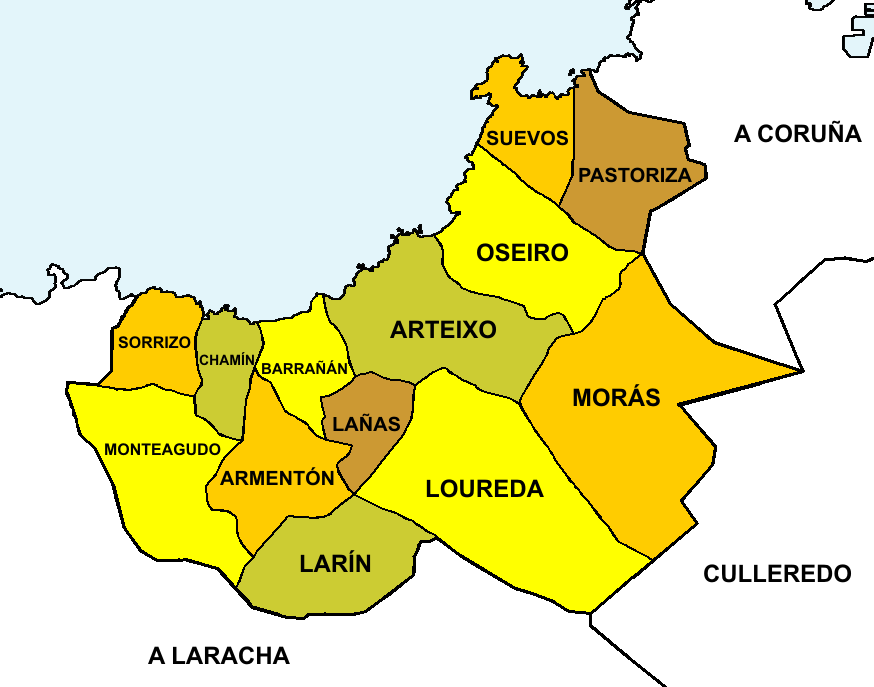
Parròquies d'Arteixo

Armentón (San Pedro) | Arteixo (Santiago) | Barrañán (San Xián) | Chamín (Santaia) | Lañas (Santa Mariña) | Larín (Santo Estevo) | Loureda (Santa María) | Monteagudo (San Tomé) | Morás (Santo Estevo) | Oseiro (San Tirso) | Pastoriza (Santa María) | Sorrizo (San Pedro) | Suevos (San Martiño)

## Personatges d'Arteixo
- Manuel Murguía, historiador, fundador de la Reial Acadèmia Gallega (1833-1923)

## Esport
- Atlético Arteixo

## Galeria d'imatges

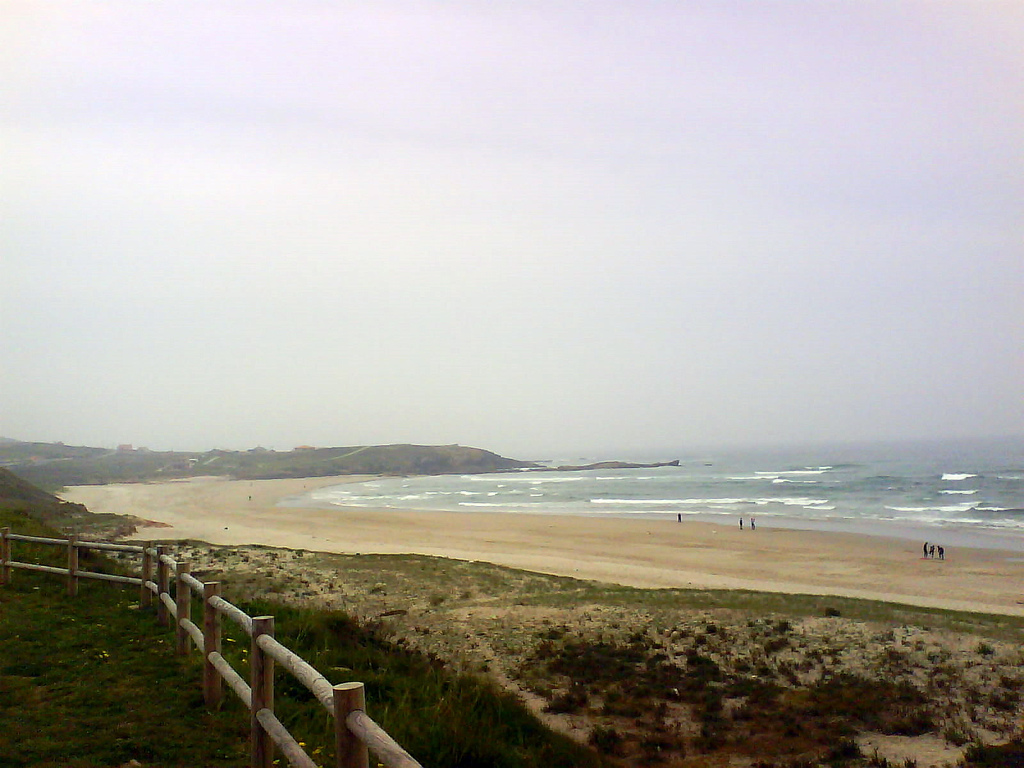
Platja de Sabón, parròquia d'Oseiro
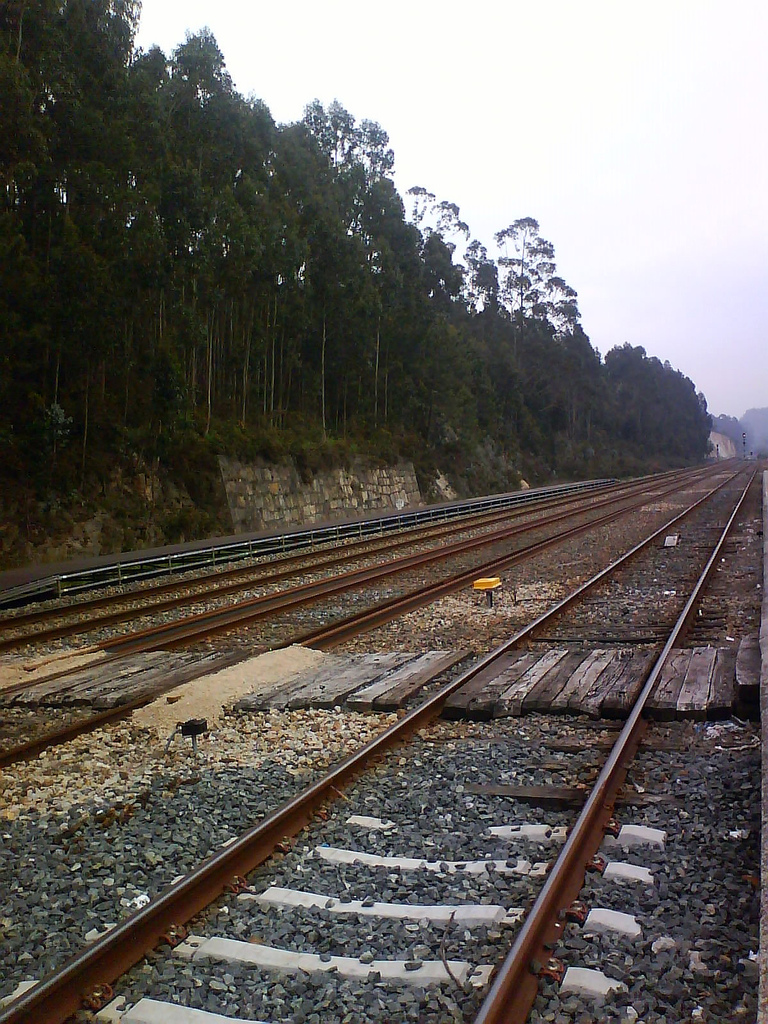
Vies del tren, parròquia de Morás (Santo Estevo), Arteixo